# Malcolm Bullock
Đại úy Sir Harold Malcolm Bullock, 1st Baronet MBE (10 tháng 7 năm 1889 – 20 tháng 6 năm 1966) là một người lính Anh và chính khách của Đảng bảo thủ.

## Cuộc đời
Bullock là con trai của thương gia sắt Frank M. Bullock, ở Milhanger, Thursley, Surrey. Ông được đào tạo tại Trinity College, Cambridge. Bullock thường đi bằng tên đệm Malcolm chứ không phải tên của mình. Ông đạt cấp bậc Đại úy trong đội Vệ binh. Năm 1923, ông được bầu làm Thành viên Nghị viện (MP) cho Waterloo ở Lancashire, một vị trí ông giữ lại cho đến khi khu vực bầu cử bị bãi bỏ vào năm 1950. Ông được bầu lại trong khu vực bầu cử Crosby mới trong cả hai cuộc tổng tuyển cử năm 1950 và 1951, trước khi từ chức một nghị sĩ vào tháng 10 năm 1953. Vào tháng 2 năm 1954, ông đã được tạo ra một nam tước, của Crosby trong Hạt Palatine của Hạt Lancaster.
Bullock kết hôn với phu nhân Victoria Alice Louise Primrose, con gái của Edward Stanley, Bá tước thứ 17 xứ Derby và góa phụ của Neil Primrose, vào năm 1919. Họ có một con gái, Priscilla, người kết hôn với huấn luyện viên đua ngựa Peter Hastings, sau này là Peter Hastings-Bass. Phu nhân Victoria qua đời trong một tai nạn cưỡi ngựa vào tháng 11 năm 1927, ở tuổi 35. Bullock chết vào tháng 6 năm 1966, ở tuổi 76, khi phong tục nam tước bị tuyệt chủng.  Cháu gái lớn của ông là Clare Balding.
Theo nhật ký của người bạn thân và nghị sĩ bảo thủ đồng nghiệp Robert Boothby, Nam tước Boothby, Bullock là người đồng tính.